# Al-Fàïz (fatimita)
Abu-l-Qàssim Issa ibn adh-Dhàfir al-Fàïz bi-nasr-Al·lah (àrab: أبو القاسم عيسى بن الظافر الفائز بنصر الله, Abū l-Qāsim ʿĪsà ibn aẓ-Ẓāfir al-Fāʾiz bi-naṣr Allāh), més conegut pel seu làqab al-Fàïz (el Caire, 31 de maig de 1149 - 23 de juliol de 1160), fou califa fatimita al Caire (1154-1160).
Era fill de Adh-Dhàfir al que va succeir sent un infant, sota la regència del visir Talai ibn Ruzzik al-Salih. Tala'i va intentar combatre el domini dels croats a Palestina aliant-se amb els zengites de Síria sota Nur-ad-Din (1140-1174).
Al-Fàïz va morir el 23 de juliol de 1160 amb 11 anys sense haver exercit mai el poder. El va succeir el seu germà Abu-Muhàmmad Abd-Al·lah ibn Yússuf ibn al-Hàfidh al-Àdid li-din-Al·lah que fou escollit a causa de la seva edat (9 anys), pel ministre Salih Tala'i, verdader governant d'Egipte.